# Cibiana di Cadore
Cibiana di Cadore – miejscowość i gmina we Włoszech, w regionie Wenecja Euganejska, w prowincji Belluno.
Według danych na styczeń 2009 gminę zamieszkiwało 445 osób przy gęstości zaludnienia 20,5 os./1 km².